# Поломіно
Поломіно (пол. Połomino, нім. Poldemin) — село в Польщі, у гміні Диґово Колобжезького повіту Західнопоморського воєводства.